# Livin' in a world without you
«Livin' in a World Without You» —en español: «Viviendo en un mundo sin ti»— es el primer sencillo del séptimo álbum Black Roses de la banda de rock alternativo finlandesa The Rasmus y la primera pista en el álbum. Fue lanzado el 10 de septiembre, pero ya se había escuchado en la radio desde finales del mes de julio. La primera transmisión en la radio fue en el YleX en Finlandia el 25 de julio a las 8.35 AM con una nueva entrevista. La canción se puede encontrar en YouTube.

## Video
El videoclip de la canción fue grabado el 3 de julio en Estocolmo y producido por Niclas Fronda. El vídeo musical se estrenó el día 15 de agosto, y muestra por primera vez el enigmatico símbolo que es la portada del álbum Black Roses, el cual es un pentágono negro con 5 Pirámides de tres caras con solo dos visibles en cada lado, anteponiéndose una sobre otra, siendo esta del mismo color aunque con tonos de luz a los lados, y en el video se muestra hecho de algún metal o cristal negro, que se multiplica al contacto, ya sea algún movimiento brusco o un golpe.

### Detrás de escenas de “Livin' in a world without you”
Durante la grabación el vocalista, Lauri Ylönen, sufrió un accidente con un cristal ya que se le rompió justo cuando tenía la cara delante de él. Por suerte sólo sufrió unos rasguños que no impidieron seguir con la grabación. 

## Posicionamiento
| Lista (2008–2009)                    | Mejor posición |
| ------------------------------------ | -------------- |
| Alemania (Media Control AG)          | 14             |
| Austria (Ö3 Austria Top 40)          | 26             |
| Finlandia (OFC)                      | 1              |
| European Hot 100                     | 35             |
| República Checa (IFPI Airplay Chart) | 25             |
| Rusia (Russian Airplay Chart)        | 32             |
| Suiza (Schweizer Hitparade)          | 78             |